# Гнатюк, Николай Васильевич
Никола́й Васи́льевич Гнатю́к (укр. Мико́ла Васи́льович Гнатю́к, род. 14 сентября 1952, Немировка, Хмельницкая область, УССР) — советский и украинский эстрадный певец, Заслуженный (1980) и Народный артист Украинской ССР (1988).

## Биография
Родился Николай в семье председателя колхоза и сельской учительницы младших классов. Мама Николая стала и для него первой учительницей. Музыкальное образование Николай получил в Ровенском педагогическом институте на музыкально-педагогическом факультете.
Творческую карьеру певца он начал в ансамбле «Мы — одесситы». Позже, во время службы в рядах Советской армии, в течение года, пел в ансамбле 8-й гвардейской армии ГСВГ в г. Веймаре (ГДР). После армии проходил обучение в студии Ленинградского мюзик-холла, а также одновременно с обучением гастролировал с самым старым в СССР ВИА «Дружба».
Первую славу принесла случайная запись с оркестром Ростислава Бабича. Телегеничного певца стали приглашать на телевидение — с экрана зазвучали в его исполнении песни «Девчонка из квартиры 45», «Крылья удачи», «У весёлого клёна», «Если город танцует».
Впервые на музыкальном конкурсе Николай победил в 1978 году — в Запорожье на втором конкурсе артистов эстрады Украины. Благодаря третьему месту на VI Всесоюзном конкурсе артистов эстрады в 1979 году он смог выступать за границей. Песня «Я с тобой танцую» Давида Тухманова принесла ему Гран-при конкурса эстрадной песни в Дрездене. С песней «Танец на барабане» (Р. Паулс — А. Вознесенский) он занял первое место фестиваля Интервидения в Сопоте 1980 года и принял участие в Песне-80. В 1981 году он спел песню «Птица счастья» (А. Пахмутова — Н. Добронравов). «Танец на барабане» и «Птица счастья» стали самыми популярными песнями певца.
В телевизионном интервью Д. Гордону Николай Гнатюк рассказал историю, произошедшую с ним в Сопоте. Алла Пугачёва («примадонна» советской эстрады) была тогда председателем жюри конкурса и проталкивала свою кандидатуру, Гнатюк не должен был победить. Метод использовали простой — она пригласила Николая на вечеринку в ресторане накануне конкурсного выступления. Но Николай вышел из зала через чёрный ход и ушел прямиком в гостиницу, затем спустился из номера и сказал портье, что уходит прогуляться, а сам проскользнул обратно в номер и закрылся. Пока его все искали по просьбе Пугачевой, он спокойно спал в номере, что позволило ему успешно выступить на следующий день.
Начиная с 1980 году он выступал с разными коллективами: ВИА «Мальвы», свой ансамбль «Бенефис», джаз-роковая команда «Кроссворд» (с ними записал первую сольную пластинку с переводами французских шансонов), Государственный эстрадный оркестр под управлением А. Ануфриенко, ВИА «Мрия», свой ансамбль «Праздник».
В 1984 году, в Москве, в спортивном комплексе «Олимпийский» в течение двух недель с большим успехом демонстрировалось музыкальное театрализованное представление «Ой, Днипро, Днипро, ты широк, могуч!» посвящённое 40-летию Победы советского народа в Великой Отечественной войне, 40-летию освобождения Киева и Украины от немецко-фашистских захватчиков. Одним из участников представления был Николай Гнатюк.
В 1984 году Ксения Георгиади, Ион Суручану, Яак Йоала и Николай Гнатюк были ведущими передачи «С песней по жизни».
На волне снижения популярности в 1985 году Гнатюк вместе с ташкентским ВИА «Лабиринт» записал свою вторую пластинку, в которой звучали песни Евгения Ширяева. Но вторую волну популярности ему приносят песни на слова Анатолия Поперечного и музыку Александра Морозова «Малиновый звон» (1987 г.), ставшая победителем фестиваля «Песня года» 1987 года, и «Белые ставни» (1988 г.). Николаю Гнатюку присвоили звание народного артиста Украинской ССР. С интервалом в год он выпустил две долгоиграющих пластинки: «Малиновый звон» и «Не оставь меня». Затем на несколько лет он исчезает со сцены, следуя за женой и сыном в ФРГ, где сына обследуют в связи с аварией на Чернобыльской АЭС.
В 1993 году Николай Гнатюк возвращается на сцену. Его украиноязычная песня «Час рікою пливе» («Время рекой плывёт») больше всего откликнулась поклонникам. Летом 1996 года он выпустил альбом «Час рікою пливе» (на кассете и CD) с лейблом «НАК».
Песня Николая Гнатюка «Ой, смерека!» (разновидность елей в Карпатах) в Закарпатье приняли на уровне[что?] гимна края.
В репертуаре певца в основном украинские (постсоветского периода) и русские (советского периода) песни. Николай Гнатюк является автором и соавтором некоторых песен, а также аранжировщиком. Иногда он ставит вымышленные фамилии вместо себя, как признавался он в интервью.
Несколько раз Гнатюк выступал на концертах со своим младшим братом: например, дуэтом они исполняли песню «Ой, смерека».
В 2002 году Николаю Гнатюку было присвоено звание «Почётный гражданин города Могилёва» за большой вклад в развитие национальных культур Беларуси и Украины.
В 2009 году принимал участие в проекте Первого Канала «Две звезды» в паре с Натальей Варлей.
В 2009 году для телеканала Россия был снят документальный фильм «Птица счастья Николая Гнатюка».
О завершении карьеры певец заявил в 67 лет, когда был на гастролях в Минске, в эфире белорусского телеканала ОНТ. На вопрос журналиста о дальнейших планах певец ответил, что планирует заниматься своим духовным развитием. Теперь песни исполнителя можно услышать только в записи, а сам он сейчас называет себя блуждающим странником. Когда в 2020 году у него спросили о том, как и где он живёт, Николай Гнатюк рассказал, что его путь лежит за рубеж, поближе к сыну.
Летом 2020 года Николай Гнатюк выступил на фестивале в Витебске в составе украинской делегации, куда вошли исполнители KAZKA, Тина Кароль, Ирина Билык, Таисия Повалий. Концерт получил название «З Україною в серці!».

## Семья
Бывшая жена Наталья, прожили в браке 22 года, разведены. Сын — Олесь Гнатюк (род. 1983). Живёт в Мюнхене, работает менеджером в сфере автомобильного бизнеса.
Младший брат — Анатолий Гнатюк (род. 1964), актёр Национального академического драматического театра имени Ивана Франко, народный артист Украины.
В жизни ему часто приходилось отвечать отрицательно на вопрос о родственных связях с оперным певцом, народным артистом СССР Дмитрием Гнатюком.

## Приход к вере
В 47 лет певец поступил на миссионерское отделение в Белгородскую духовную семинарию. В его репертуаре появляются песни духовного содержания. Один из музыкальных альбомов певца называется «Господи, помилуй», а последняя версия вышла с дополнениями под названием «Господи, спаси, сохрани». В этот альбом вошли песни на стихи Вадима Крищенко: Вера (музыка Гнатюка), Почаев, Монахи, Малая Родина, Пора покаянная (иеромонаха Романа), Ксения Блаженная (аранжировка Гнатюка), Малиновый звон, Аве Мария (слова Гнатюка), и песня о Святом Николае (музыка и слова Гнатюка). Запись выпущена Свято-Успенской Почаевской лаврой.

## Дискография

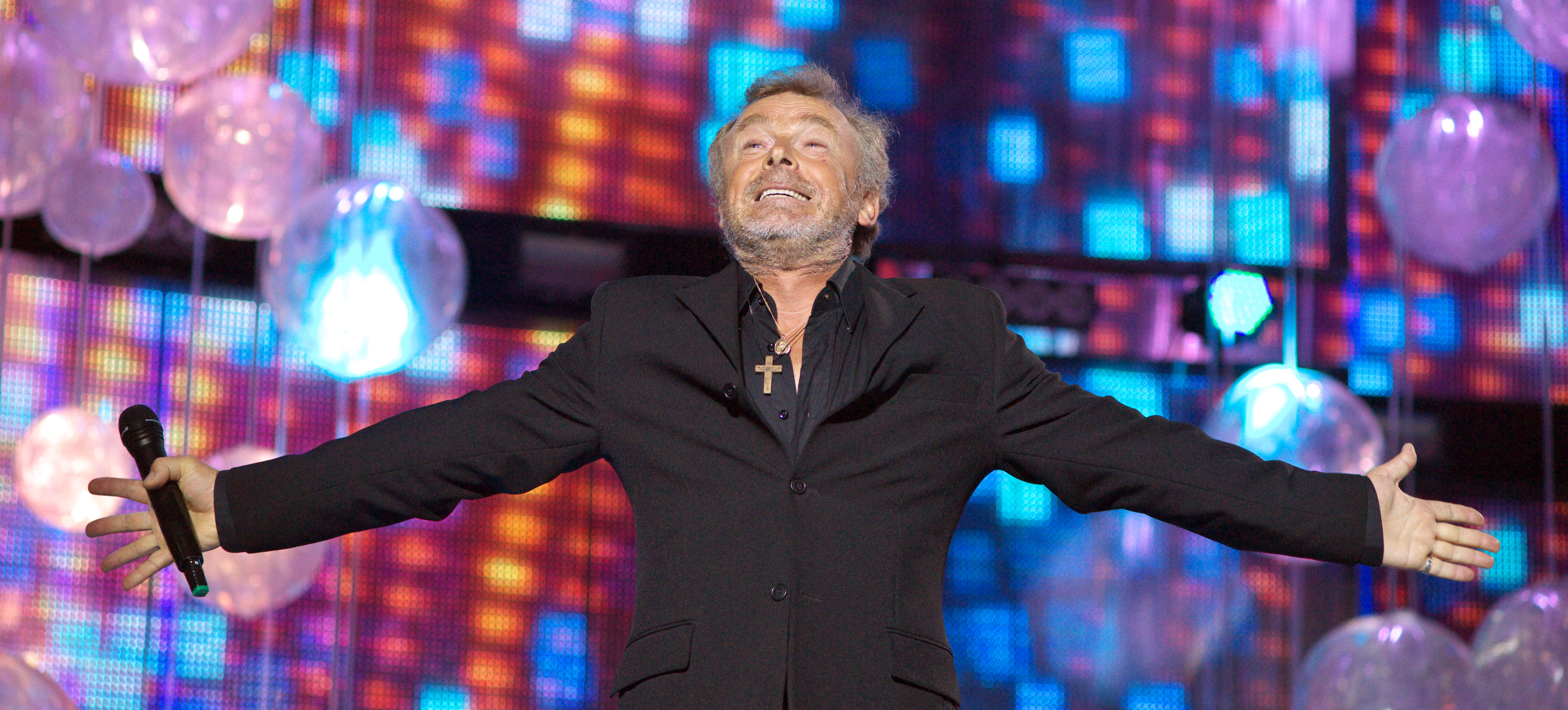
Гнатюк Николай Васильевич 2010

- Николай Гнатюк и группа «Кроссворд» (1980), мини-альбом
- Николай Гнатюк и ансамбль «Лабиринт» (1980), мини-альбом
- Танец на барабане (1981)
- Малиновый звон (1988)
- Не покинь меня (1989)
- Час рікою пливе (1996)
- Господи, спаси, сохрани (2005)
- Знов (2006)
- Золотой альбом (2011)

## Награды и звания
- Заслуженный артист Украинской ССР (1980).
- Народный артист Украинской ССР (1988).
- Почётный гражданин Могилёва (2002) — за большой вклад в развитие национальных культур Беларуси и Украины.
- Орден Франциска Скорины (10 апреля 2006, Беларусь) — за большой личный вклад в развитие белорусско-украинских культурных связей, сохранение культурного наследия славянских народов[9].